# کازان هلیکاپترز
کازان هلیکاپترز (انگلیسی: Kazan Helicopters) شرکت هوافضای روسی است، که در سال ۱۹۴۰ تأسیس شد و هم‌اکنون زیرمجموعه شرکت ورتولیتی روسی می‌باشد.